# Wim van Overbeek
Willem (Wim) Leonardus Marie van Overbeek (Den Haag, 2 september 1915 - Overveen, 21 juli 2012) was een Nederlandse illustrator, tekenaar, en boekbandontwerper. Hij studeerde van 1934 tot 1938 aan de Akademie voor Beeldende Kunsten in Den Haag. 
Daarna ging aan het werk als tekenaar bij de reclamebureaus Co-op 2 en Palm.
Voor Co-op 2 tekende hij de kinderboekjes Okki Hoessah op het Station en Okki Hoessah op het Vliegveld, de tekst was van zijn vrouw, Magda Tersteeg, ook werkend voor Co-op 2(wat de verklaring levert van hun pseudoniem: Marco Oppers). Beide boekjes verschenen bij uitgeverij Van Goor. Met Paul Guermonprez (tekst) maakte hij voor H. Meulenhoff in 1940 het boekje Praatjes en Plaatjes voor de Soldaatjes. Guermonprez, chef van Co-op 2, produceerde ook teksten in opdracht onder het pseudoniem Benjamin Cooper, zoals een boekje over Hendrik Colijn: Ridder zonder vrees of blaam (1939). Achter dit pseudoniem gaan twee schrijvers schuil: Hans Keilson en Gerd Klaass, Keilson verreweg de productiefste (zie hiervoor: Sjoerd van Faassen.Vrouwen, soldaten en andere christenen! Hans Keilson, Benjamin Cooper en reclamebureau Co-op 2. In: De Parelduiker 20 (2015), nr.1, pp. 2-20). Voor Colijn maakte Wim van Overbeek de kleine tekeningen, zijn collega Leo Meter verzorgde de fullpage illustraties. 
In zijn tijd bij Palm tekende Van Overbeek onder andere het bekend geworden stophandje (op vuilnisbakken of blikken), enkele strips van de met-melk-meer-mans-reclame en een stuk of veertig showcards voor Tana-schoensmeer. In 1956 verzorgde hij de lay-out van het plaatjesalbumboek De bonte droom van het circus, in opdracht van Het Nederlands Zuivelbureau. Ook een paar fullpage illustraties en alle bij-illustraties zijn van Van Overbeeks hand. Vanaf eind jaren zeventig werkte Van Overbeek voor zichzelf. Na zijn pensionering in de jaren tachtig heeft hij een aantal malen geëxposeerd met aquarellen en olieverfschilderijen.
Hij is de vader van psycholoog Reinoud, architect Guido en kunstenaar Olaf van Overbeek.
- International Standard Name Identifier: 0000 0003 9176 5836
- Nederlandse Thesaurus van Auteursnamen: 180849891
- RKD-Nederlands Instituut voor Kunstgeschiedenis: 275515
- Virtual International Authority File: 285698170
- WorldCat: E39PBJpDVxmM7FVjrfkqrykbh3